# Lucas Auer
Lucas Auer (Innsbruck, 11 de setembro de 1994) é um automobilista austríaco. Ele é sobrinho do ex-piloto de Fórmula 1 Gerhard Berger.

## História

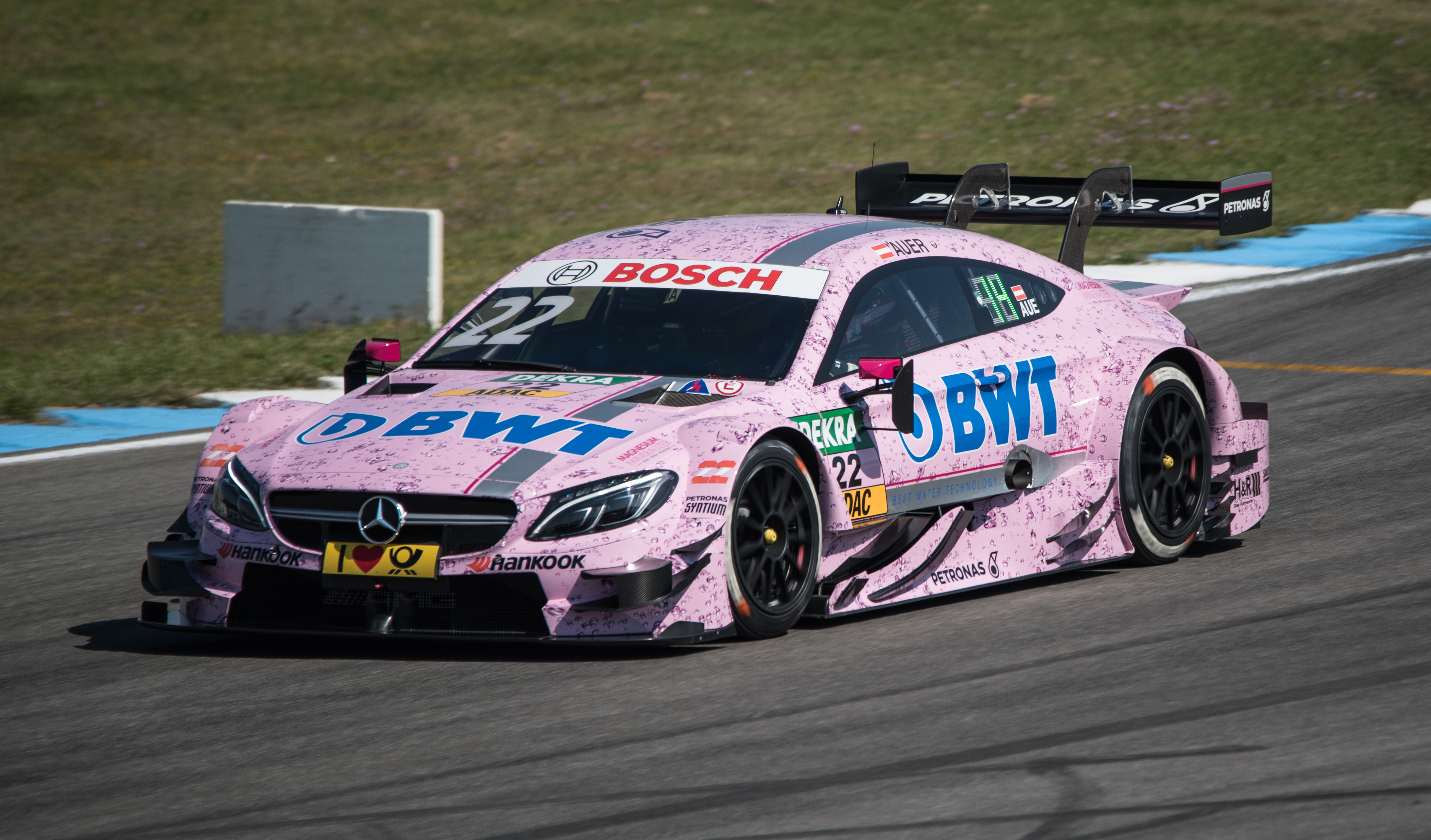
Auer na DTM em 2016.

Competiu na Fórmula 3 Europeia entre os anos de 2012 e 2014 e na DTM entre 2015 e 2018. Atualmente, pilota para a B-MAX with Motopark na Super Fórmula. Em 2019, ele foi um dos membros do programa Red Bull Junior Team.